# Štěpné produkty

Štěpení jádra ^{235}U za vzniku ^{92}Kr a ^{141}Ba.

Štěpné produkty (někdy také štěpné trosky nebo dceřiná jádra) je souhrnný název pro izotopy, které vznikly buď přímo ze štěpení jader atomů, nebo z následné radioaktivní přeměny těchto přímo vzniklých izotopů. Štěpné produkty vznikají nejčastěji dva a jsou různě velké. Symetrické štěpení je velmi nepravděpodobně, stejně jako vznik tří štěpných trosek. Štěpné produkty jsou často nestabilní a nejčastěji se přeměňují beta minus přeměnou. Touto přeměnou nově vzniklé izotopy mohou být opět nestabilní.

## Štěpná řetězová reakce
Štěpná řetězová reakce je jaderná reakce, při které dochází k rozbití jádra atomu vniknutím neutronu. Při této reakci vznikají štěpné produkty a 2-3 rychlé neutrony, které mohou štěpit další jádra. Pro zvýšení pravděpodobnosti štěpení mohou být neutrony zpomalovány moderátorem. Pokud počet neutronů způsobujících další štěpení není nijak regulován, dochází k exponenciálnímu nárůstu počtu štěpení a prakticky k jadernému výbuchu.

## Vznik štěpných produktů
Štěpné produkty vznikají buď v jaderných reaktorech, kde je reakce řízená a často moderovaná. Produkty štěpení jsou zachytávány v palivu, čímž se generuje teplo. Další teplo se tvoří při následné radioaktivní přeměně těch izotopů, které nejsou stabilní. Teplo se tak tvoří i po zastavení štěpné reakce.
V jaderných bombách je reakce neřízená a štěpné produkty se rozptýlí do okolí v podobě radioaktivního spadu.

## Pravděpodobnost vzniku štěpných produktů

Závislost pravděpodobnosti vzniku štěpných produktů na jejich hmotnostním čísle pro různé druhy paliva.

Různé produkty mají různé pravděpodobnosti jejich vzniku při štěpení. Tato pravděpodobnost se často vyjadřuje grafem závislosti pravděpodobnosti vzniku na hmotnostním čísle produktu. Např. v jaderném reaktoru vzniká přibližně 200 různých produktů štěpení. Nejběžnější produkty dosahují pravděpodobnosti vzniku přes 6% při štěpení 235U tepelnými neutrony. Jsou jimi 133Cs, 137Cs, 93Zr, 99Mo a 99Tc.

## Nejvýznamnější štěpné produkty

### Cesium-137
137Cs je jeden z nejčastějších štěpných produktů s pravděpodobností vzniku asi 6,3%. Beta přeměnou s poločasem přeměny asi 30 let se přeměňuje na stabilní 137Ba.

#### Nebezpečí
Soli cesia jsou dobře rozpustné ve vodě a zachytávají se v půdě, odkud se různými mechanismy mohou dostat do lidského organismu.

#### Využití
Jelikož je 137Cs zcela umělým nuklidem, který se do životního prostředí dostal až v 50. letech 20. století jako produkt jaderných testů, tak jej lze použít například k datování vína a odhalování padělků a rovněž k relativnímu datování usazenin vytvořených po roce 1954.

### Jod-131
131I je také běžný štěpný produkt, s pravděpodobností vzniku asi 2,9 %. Beta přeměnou s poločasem přeměny asi 8 dní se přeměňuje na stabilní 131Xe.

#### Nebezpečí
131I je nebezpečný, jelikož se jód v lidském těle ukládá ve štítné žláze. Účinnou ochranou je nasycení štítné žlázy stabilními nuklidy jódu (profylaxe), což zabrání zachycení 131I.

### Jód-135 a Xenon-135
135I je štěpný produkt s pravděpodobností vzniku asi 2,8 %. Beta přeměnou s poločasem zhruba 6,6 hodiny se mění na 135Xe, což je silný pohlcovač neutronů, jeho účinný průřez pro absorpci tepelných neutronů je až 3 miliony barnů. Oba tyto izotopy se tak podílejí na xenonové otravě (jódové jámě) v jaderném reaktoru. 135Xe z reaktoru časem vymizí buď jeho přirozenou přeměnou s poločasem přibližně 9 hodin, nebo absorpcí neutronu.

### Samarium-149
149Sm je další častý štěpný produkt s pravděpodobností vzniku asi 1,01 %. Mikroskopický účinný průřez 149Sm pro absorpci tepelných neutronů dosahuje 40 tisíc barnů. Jelikož je tento produkt stabilní a z jaderného reaktoru mizí pouze absorpcí neutronů, významně se podílí na zastruskování reaktoru.